# The Conjuring: The Devil Made Me Do It
The Conjuring: The Devil Made Me Do It (bra: Invocação do Mal 3: A Ordem do Demônio, ou apenas Invocação do Mal 3; prt: The Conjuring 3 - A Obra do Diabo) é um filme americano de terror dirigido por Michael Chaves, com roteiro de David Leslie Johnson-McGoldrick a partir de história de Johnson-McGoldrick e James Wan. É uma sequência The Conjuring (2013) e The Conjuring 2 (2016), e o sétimo filme da franquia The Conjuring. Patrick Wilson e Vera Farmiga reprisam seus papéis como os investigadores paranormais e autores Ed e Lorraine Warren; o elenco inclui ainda Ruairi O'Connor, Sarah Catherine Hook em sua estreia no cinema e Julian Hilliard. Wan e Peter Safran voltam para produzir o filme, que é baseado no julgamento de Arne Cheyenne Johnson, um julgamento por assassinato ocorrido em 1981 em Connecticut, além de The Devil in Connecticut, um livro sobre o julgamento escrito por Gerald Brittle.
O desenvolvimento inicial de um terceiro filme de The Conjuring começou em 2016, embora Wan tenha declarado que não iria dirigir outro filme da franquia devido a conflitos de agenda com outros projetos. Safran confirmou que o próximo filme não seria um filme de casa mal-assombrada. Em junho de 2017, anunciado oficialmente que um terceiro filme estava em desenvolvimento, com David Leslie Johnson contratado para escrever o roteiro. Michael Chaves foi anunciado como o diretor do filme, após dirigir anteriormente The Curse of La Llorona (2019). As filmagens ocorreram na Geórgia em meados de 2019.
Originalmente programado para ser lançado em setembro de 2020, o filme foi adiado devido à pandemia de COVID-19. The Conjuring: The Devil Made Me Do It foi lançado no Reino Unido em 26 de maio de 2021, pela Warner Bros. Pictures e New Line Cinema. No Brasil e em Portugal, foi lançado em 3 de junho de 2021 e nos Estados Unidos em 4 de junho de 2021, também tendo um lançamento simultâneo de um mês no serviço de streaming da Max.

## Enredo
Em 1981, os demonologistas Ed e Lorraine Warren documentam o exorcismo de David Glatzel, de 8 anos, com a presença de sua família, sua irmã Debbie, seu namorado Arne Johnson, e o padre Gordon em Brookfield, Connecticut . Durante o exorcismo, Arne convida o demônio a entrar em seu corpo em vez de David. Ed testemunha o demônio se transportar do corpo de David para o de Arne enquanto ele sofre um ataque cardíaco e é levado para um hospital inconsciente.
No mês seguinte, Ed acorda no hospital e revela a Lorraine que testemunhou o demônio entrar no corpo de Arne. Ela manda a polícia até a casa dos Glatzel, avisando que ali ocorrerá uma tragédia. Arne e Debbie voltam para seu apartamento localizado acima de um canil onde Debbie trabalha. Depois de se sentir mal, Arne assassina seu senhorio, Bruno Sauls, esfaqueando-o 22 vezes devido à sua possessão demoníaca . Com o apoio dos Warren, seu caso se torna o primeiro julgamento de assassinato americano onde a possessão demoníaca é reivindicada como defesa , resultando no início de uma investigação sobre a possessão original de David. Os Warren mais tarde descobrem uma maldição satânica transmitida através de um totem de bruxa e se encontram com Kastner, um ex-padre que anteriormente lidou com os Discípulos do Reino.Culto de carneiro . Ele diz a eles que um ocultista deixou o totem intencionalmente, resultando na criação de uma maldição sobre os Glatzels, causando a posse de David.
Os Warren viajam para Danvers, Massachusetts , para investigar a morte de Katie Lincoln, que também foi esfaqueada 22 vezes. Os detetives encontraram um totem na casa da amiga de Katie, Jéssica, que está desaparecida. Lorraine inicia uma visão para recriar o assassinato e descobre que Jessica esfaqueou Katie enquanto estava possuída antes de pular de um penhasco para a morte, o que permite que os detetives recuperem seu corpo. Os Warren viajam até a funerária onde seu corpo repousa, e Lorraine toca a mão do cadáver para ajudar a encontrar a localização do ocultista. Lorraine, em uma visão, testemunha o ocultista tentando fazer com que Arne se mate, mas a impede bem a tempo. Lorraine é ameaçada pelo ocultista e diz a Ed que a conexão funciona nos dois sentidos.
Os Warren voltam para sua casa em Connecticut para investigar mais. Drew revela que encontrou um livro de bruxaria Stregheriana que afirma que para que a maldição seja suspensa, o altar usado pelo ocultista deve ser destruído. Ed é afetado pela maldição, um totem sendo descoberto em um vaso de flores entregue em casa, mas é parado por Drew ao atacar Lorraine. Quando eles percebem que Katie estudou na vizinha Universidade Fairfield , eles começam a presumir que o ocultista está operando na área. Lorraine retorna a Kastner em busca de ajuda, e ele revela que criou secretamente uma filha, Isla, violando a exigência de celibato clerical na Igreja Católica.. À medida que pesquisava o ocultismo, Isla ficou fascinado por ele, tornando-se mais tarde o ocultista. Kastner diz a Lorraine que o altar de Isla deve estar nos túneis embaixo da casa, levando-a até eles antes que Isla o encontre e mate. Ed logo chega e entra nos túneis através de um buraco de drenagem trancado com uma marreta. Ele é brevemente enfeitiçado por Isla e tenta matar Lorraine, mas ela o força a relembrar a época em que se conheceram, lembrando-o de seu amor. Ed recupera os sentidos e destrói o altar, salvando a si mesmo, Lorraine e Arne. Isla chega ao seu altar quebrado, apenas para ser morta pelo demônio que ela convocou após não conseguir completar a maldição.
Ed coloca a taça do altar na sala de artefatos, junto com a pintura de Valak e a boneca Annabelle . Arne é condenado por homicídio culposo, mas acaba cumprindo pena de apenas cinco anos, casando-se com Debbie enquanto estava na prisão. Ed mostra a Lorraine um gazebo como aquele em que eles se beijaram pela primeira vez.

## Premissa
The Devil Made Me Do It revela uma história arrepiante de terror, assassinato e mal desconhecido que chocou até experientes investigadores paranormais da vida real Ed e Lorraine Warren. Um dos casos mais sensacionais de seus arquivos, começa com uma luta pela alma de um menino, em seguida, leva-os além de tudo que eles já viram antes, para marcar a primeira vez na história dos Estados Unidos que um suspeito de assassinato alegaria ser demoníaco posse como defesa. Warner Bros. Pictures e New Line Cinema

## Elenco
- Vera Farmiga como Lorraine Warren
  - Megan Ashley Brown como a jovem Lorraine Warren
- Patrick Wilson como Ed Warren
  - Mitchell Hoog como o jovem Ed Warren
- Ruairi O'Connor como Arne Cheyenne Johnson
- Sarah Catherine Hook como Debbie Glatzel
- Julian Hilliard como David Glatzel
- John Noble como Kastner
- Eugenie Bondurant como Lola / A ocultista
- Shannon Kook como Drew Thomas
- Ronnie Gene Blevins como Bruno Sauls
- Keith Arthur Bolden como Sargento Clay
- Steve Coulter como Padre Gordon
- Vince Pisani como Padre Newman
- Ingrid Bisu como Jessica Louise Strong
- Andrea Andrade como Katie Lincoln
- Ashley LeConte Campbell como Meryl Dewitt
- Sterling Jerins como Judy Warren
- Paul Wilson como Carl Glatzel
- Charlene Amoia como Judy Glatzel
- Ronnie Gene Blevins como Alan Bono
- Stacy Johnson
- Davis Osborne como John Beckett
- Mark Rowe como Sargento Thomas
- Kaleka como júri assistente
- Stella Doyle como Kennel Customer

## Lançamento

### Cinema e serviço destreaming
The Conjuring: The Devil Made Me Do It foi lançado no Reino Unido em 26 de maio de 2021 e nos Estados Unidos em 4 de junho de 2021, distribuído pela Warner Bros. Pictures e New Line Cinema. No Brasil e Portugal, o filme foi lançado pela Warner Bros em 3 de junho de 2021. Nos Estados Unidos, como parte de seus planos para todos os seus filmes de 2021, a Warner Bros. também lançou The Conjuring: The Devil Made Me Do It simultaneamente no serviço de streaming Max por um período de um mês, após o qual o filme foi removido do serviço até o período normal de lançamento para mídia doméstica. O lançamento estava previsto para 11 de setembro de 2020, mas foi adiado devido ao impacto da pandemia de COVID-19 nos cinemas e na indústria cinematográfica. O filme foi adicionado novamente à Max em 21 de outubro de 2021.

### Mídia doméstica
The Conjuring: The Devil Made Me Do It foi lançado em Digital HD em 23 de julho de 2021 e em DVD, Blu-ray e Ultra HD Blu-ray pela Warner Bros. Home Entertainment em 24 de agosto de 2021, sob o título The Conjuring 3: The Devil Made Me Do It.

## Recepção

### Visualização do público
Após seu lançamento nos Estados Unidos, a Samba TV informou que 1,6 milhão de lares assistiram ao filme nos primeiros três dias. Foi assistido em 3 milhões de lares nos primeiros 17 dias. O filme foi assistido em mais de 3 milhões de lares americanos ao final dos primeiros 30 dias de lançamento.

### Bilheteria
The Conjuring: The Devil Made Me Do It estreou em 4 de junho de 2021, em 3 102 cinemas dos Estados Unidos e do Canadá, arrecadando 9 805 000 dólares em seu dia de abertura, com média de 3 160 dólares por cinema. Ficou em primeiro lugar nas bilheterias em seu fim de semana de estreia, arrecadando 24 104 332 dólares em ingressos vendidos, 7 770 dólares por cinema, tornando-se a segunda menor arrecadação da franquia e Universo The Conjuring, mas ainda marcando a terceira melhor abertura da pandemia.O filme caiu 57% para 10 335 831 dólares em seu segundo fim de semana, terminando em terceiro, e depois para 5 009 698 dólares em seu terceiro fim de semana. O filme permaneceu nos cinemas por 7 semanas, sua última exibição em 390 cinemas, com uma arrecadação de 64 577 677 dólares, posicionou o longa-metragem em 14º lugar. Ao final de sua temporada nos cinemas, o filme teve uma arrecadação de 65 631 050 dólares nos Estados Unidos e Canadá, e 140 800 000 dólares em outros territórios, totalizando 206 431 050 dólares em todo o mundo.

### Crítica
No site agregador de críticas Rotten Tomatoes, The Conjuring: The Devil Made Me Do It teve um índice de aprovação de 56% baseado em 253 resenhas, com uma nota média de 5,8 (de 10). O consenso da crítica dizia: "The Devil Made Me Do It representa um retrocesso para os principais filmes de The Conjuring, embora Vera Farmiga e Patrick Wilson mantenham o público interessado." Já no Metacritic, que dá uma média ponderada, o filme teve uma nota de 53 em 100, baseado em 40 críticos, indicando "críticas mistas ou médias". O público consultado pelo CinemaScore deu ao filme uma nota média de "B+" (em uma escala de A+ a F), abaixo da nota "A−" dos dois primeiros filmes, enquanto o PostTrak deu um índice de aprovação pelo público de 78%, com cerca de 58% dizendo que definitivamente recomendariam o filme.
Carlos Aguilar, do TheWrap, escreveu: "The Devil Made Me Do It começa com uma sequência perturbadora, ambientada em 1981, que se destaca como a parte mais assustadora da saga sobrenatural até hoje. Isso não quer dizer que as quase duas horas que se seguem sejam isentas de tensão e sustos bem ritmados, mas o caos e a malevolência absolutos demonstrados logo de cara são incomparáveis em qualquer outro lugar." Em sua crítica para a Variety, Owen Gleiberman elogiou as atuações de Wilson e Farmiga, mas escreveu: "O novo filme não tem aquele elemento cinético de casa mal-assombrada. É o mais sombrio, meditativo e menos agressivo dos filmes da franquia The Conjuring." No The Hollywood Reporter, David Rooney disse: "Este filme oferece muita diversão escabrosa e alguns sustos genuínos. Mas a base na espiritualidade sombria que tornou os filmes anteriores focados nos Warren tão atraentes se dilui, apesar da dupla digna e confiável formada por Vera Farmiga e Patrick Wilson."
Lena Wilson, do The New York Times, fez uma crítica positiva ao filme, afirmando que "The Devil Made Me Do It é uma obra de ficção extremamente assustadora. Seria ainda melhor se privilegiasse a macabra em detrimento do evangelho." Hanna Flint, da Empire, escreveu: "The Conjuring: The Devil Made Me Do It atinge algumas notas importantes de terror, com Wilson e Farmiga fornecendo o coração e a alma tão necessários, mas os novos elementos de adoração satânica fazem a franquia tomar um rumo ridículo."
Joshua Rivera, do Polygon, disse que "Essa configuração faz com que este episódio de The Conjuring pareça um filme de detetive sobrenatural... É uma ideia muito boa e uma mudança de ritmo decente para a série. Mas The Devil Made Me Do It tem dificuldade para alcançar os ápices dos filmes anteriores com essa nova estrutura." Tom Jorgensen, da IGN, avaliou o filme com nota 6 de 10, concluindo que "Embora The Conjuring: The Devil Made Me Do It seja uma recalibração inteligente para a série The Conjuring, seus sucessos têm pouco a ver com seus pontos fortes como um filme de terror independente" e que "The Conjuring: The Devil Made Me Do It é maior do que a soma de suas partes e funciona melhor na forma como abre a série para novos tipos de histórias para contar no futuro".

## Sequência
Em outubro de 2022, o The Hollywood Reporter revelou que um quarto filme da franquia principal estava em desenvolvimento. Será escrito por David Leslie Johnson-McGoldrick e produzido por James Wan e Peter Safran.